# F-Droid
F-Droid és un repositori de programari per al sistema operatiu Android, similar a la Google Play Store. El repositori principal, allotjat pel projecte, només conté aplicacions de programari lliure. Les aplicacions es poden explorar i instal·lar des del lloc web de F-Droid o l'aplicació del client sense necessitat de crear un compte. Les "anticaracterístiques" com ara la publicitat, el seguiment de l'usuari o la dependència del programari no lliure es marquen a les descripcions de l'aplicació. El lloc web també ofereix el codi font de les aplicacions que allotja, així com del programari que executa el servidor F-Droid, cosa que permet que qualsevol pugui configurar el seu propi dipòsit d'aplicacions.

## Història
F-Droid va ser fundada per Ciaran Gultnieks al 2010. El client és una branca del codi font d'Aptoide. Actualment el projecte és gestionat per F-Droid Limited, una entitat anglesa sense ànim de lucre.
Replicant, un sistema operatiu totalment lliure per a Android, utilitza F-Droid com a botiga d'aplicacions predeterminada i recomanada. The Guardian Project, és un conjunt d'aplicacions Android gratuïtes i segures, va començar a publicar el seu propi repositori F-Droid a principis de 2012. El 2012 Free Software Foundation Europe incloïa F-Droid a la campanya Allibera el teu Android!  per donar a conèixer els riscos de privadesa i seguretat del programari de propietat. F-Droid va ser triat com a part de la iniciativa del projecte GNU GNU a Day durant el seu 30è aniversari per fomentar un major ús del programari lliure.
El març de 2016 es va associar amb F-Droid The Guardian Project i CopperheadOS amb l'objectiu de crear "una solució que es pugui confiar de manera veritable des del sistema operatiu, a través de la xarxa i els serveis en xarxa, fins a les botigues d'aplicacions i les mateixes aplicacions".

## Abast del projecte
El repositori de F-Droid conté un nombre creixent de més de 2.600 aplicacions, en comparació amb més d'1,43 milions a Google Play Store. El projecte incorpora diversos subprojectes de programari:
- El client per cercar, descarregar, verificar i actualitzar aplicacions d'Android des d'un repositori de F-Droid;
- fdroidserver – eina per gestionar existents i crear nous repositoris.
- Un web front end per al repositori basat en WordPress

F-Droid compila aplicacions des del codi font que es troba disponible públicament i amb llicència lliure. El projecte és dirigit íntegrament per voluntaris i no té cap procés formal de revisió de l'aplicació. Les presentacions dels usuaris o els mateixos desenvolupadors aporten les noves aplicacions. L'únic requisit és que siguin lliures de programari privatiu.

## Aplicació del client

Insignia de Obtén-lo de F-Droid

Per instal·lar el client F-Droid, l'usuari ha de permetre la instal·lació des de "Fonts desconegudes" a la configuració d'Android i descarregar l'APK (fitxer instal·lable) del lloc oficial. La instal·lació no està disponible a través de Google Play Store a causa de la clàusula de no competència de l'acord de distribució de Google Play Developer.
El client estava dissenyat per ser resistent davant la vigilància, la censura i les connexions d'Internet no fiables. Per a promoure l'anonimat és compatible amb servidors intermediaris HTTP i repositoris allotjats als serveis ocults Tor. Els dispositius client poden funcionar com "magatzems d'aplicacions" improvisats distribuint les aplicacions descarregades a altres dispositius a través de Wi-Fi local, Bluetooth, i Android Beam. El client d'F-Droid oferirà automàticament actualitzacions per a les aplicacions F-Droid instal·lades.
El repositori F-Droid principal utilitza les seves pròpies claus per signar paquets, de manera que les aplicacions instal·lades prèviament des d'una altra font s'han de reinstal·lar per rebre actualitzacions.

## Crítica
F-Droid ha rebut crítiques per distribuir versions obsoletes d'aplicacions oficials i per al seu acostament a la signatura d'aplicacions.

### Versions no actualitzades
El 2012, l'investigador i desenvolupador de seguretat Moxie Marlinspike va criticar a F-Droid per distribuir versions obsoletes de TextSecure que contenia un error conegut que s'havia solucionat a l'aplicació oficial. F-Droid va eliminar l'aplicació del repositori a petició de Marlinspike. Marlinspike va criticar més tard el maneig del problema del projecte, afirmant que ells "descriu malament l'abast de l'error" i eren "increïblement immadurs" a la seva publicació anunciant l'eliminació, després d'haver rebut el correu electrònic d'usuaris que havien estat enganyats per l'anunci de F-Droid.

### Gestió de claus
Marlinspike també ha estat crític amb l'enfocament de F-Droid per a la signatura d'aplicacions al repositori principal. Les aplicacions distribuïdes a través de la Google Play Store són signades pel desenvolupador de l'aplicació, i el sistema operatiu Android verifica que les actualitzacions se signen amb la mateixa clau, impedint que altres distribueixin actualitzacions que el mateix desenvolupador no va signar. Quan F-Droid signa els binaris, l'usuari de l'aplicació necessita confiança d'F-Droid en lloc del desenvolupador de l'aplicació, que no es distribueix cap actualització maliciosa d'una aplicació.